# Adonis (botanica)
Adonis (L., 1753) è un genere di piante appartenente alla famiglia delle Ranunculaceae, originario di Europa, Asia e Nordafrica.

## Descrizione
Il genere comprende piante erbacee, con rizoma nero e corto, da cui si dipartono più fusti, che non superano i 30 cm. Le foglie superiormente pennatosette, inferiormente squamiformi laciniate, simili a filamenti, come quelle delle Ombrellifere. I fiori sono terminali, vivacemente colorati, simili alle margherite, (dalle quali differiscono sostanzialmente, poiché le margherite sono delle infiorescenze costituite da molti fiori, mentre il fiore delle adonide è un fiore singolo). Per distinguere A. annua e   A. aestivalis da A. vernalis occorre cercarle in fioritura, poiché le prime due presentano un fiore rosso, mentre l'ultima presenta un fiore giallo.

## Distribuzione e habitat
Il genere è diffuso in Asia e in Europa, con alcune specie presenti anche nel Nordafrica. In Italia sono presenti le specie A. aestivalis, A. annua, A. flammea, A. microcarpa e A. vernalis.  A. distorta, presente in Italia centrale, è inoltre una specie endemica di queste aree.

## Tassonomia
Attualmente il genere Adonis comprende le seguenti 34 specie:
- Adonis aestivalis L.
- Adonis aleppica Boiss.
- Adonis amurensis Regel & Radde
- Adonis annua L.
- Adonis apennina L.
- Adonis bobroviana Simonov.
- Adonis chrysocyathus Hook.f. & Thomson
- Adonis coerulea Maxim.
- Adonis cretica (Huth) Imam, Chrtek & A.Slavíková
- Adonis cyllenea Boiss., Heldr. & Orph.
- Adonis davidii Franch.
- Adonis dentata Delile
- Adonis distorta Ten.
- Adonis eriocalycina Boiss.
- Adonis flammea Jacq.
- Adonis fucensis[3]
- Adonis globosa C.H.Steinb. ex Rech.f.
- Adonis × hybrida C.F.Wolff ex Nyman
- Adonis leiosepala Butkov
- Adonis microcarpa DC.
- Adonis mongolica Simonov.
- Adonis multiflora Nishikawa & Koji Ito
- Adonis nepalensis Simonov.
- Adonis palaestina Boiss.
- Adonis pseudoamurensis W.T.Wang
- Adonis pyrenaica DC.
- Adonis ramosa Franch.
- Adonis scrobiculata Boiss.
- Adonis shikokuensis Nishikawa & Koji Ito
- Adonis sutchuenensis Franch.
- Adonis tianschanica (Adolf) Lipsch.
- Adonis turkestanica (Korsh.) Adolf
- Adonis vernalis L.
- Adonis villosa Ledeb.
- Adonis volgensis Steven ex DC.

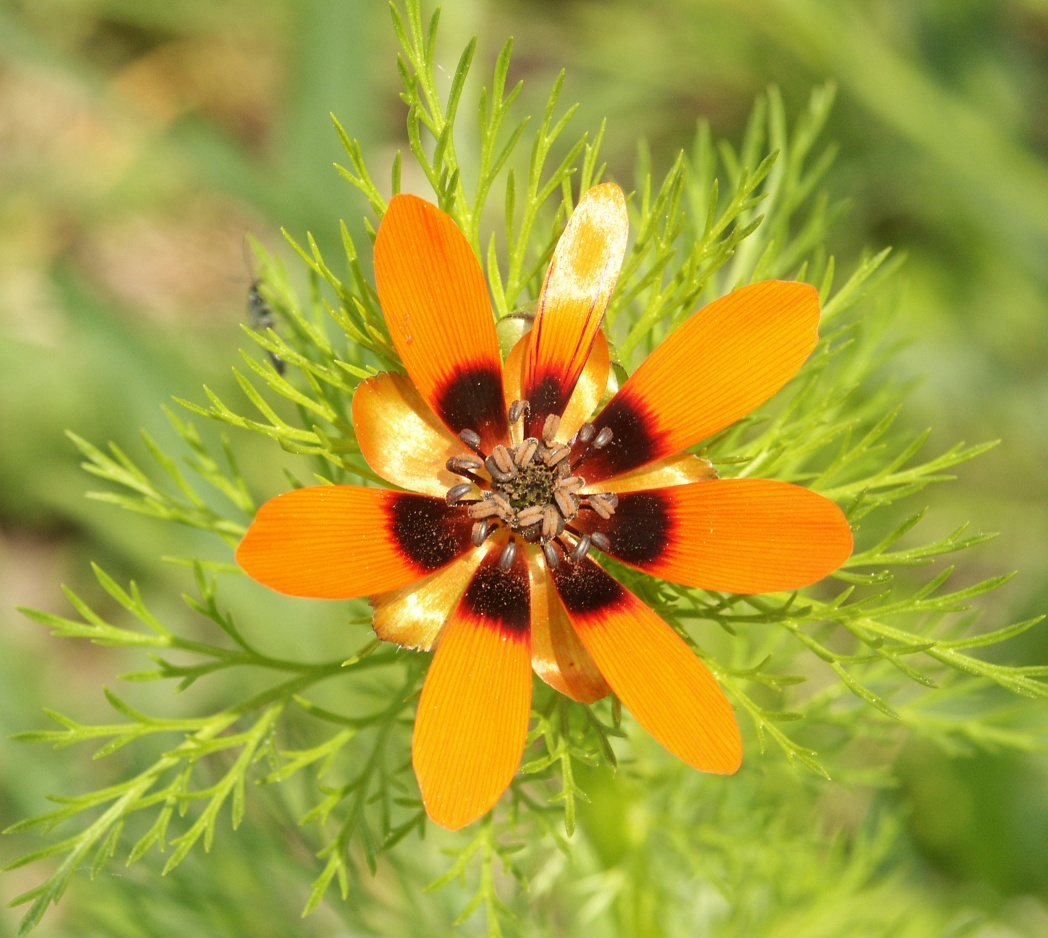
Adonis aestivalis
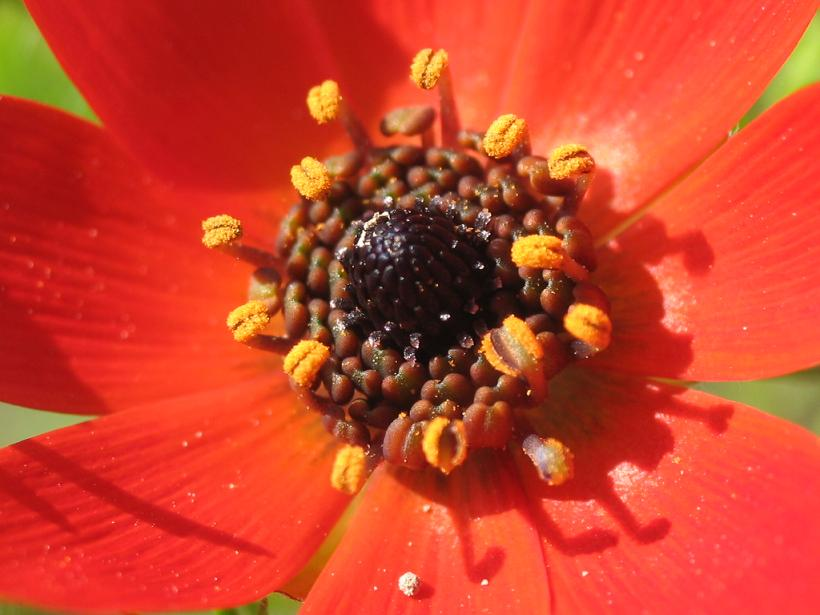
Adonis annua
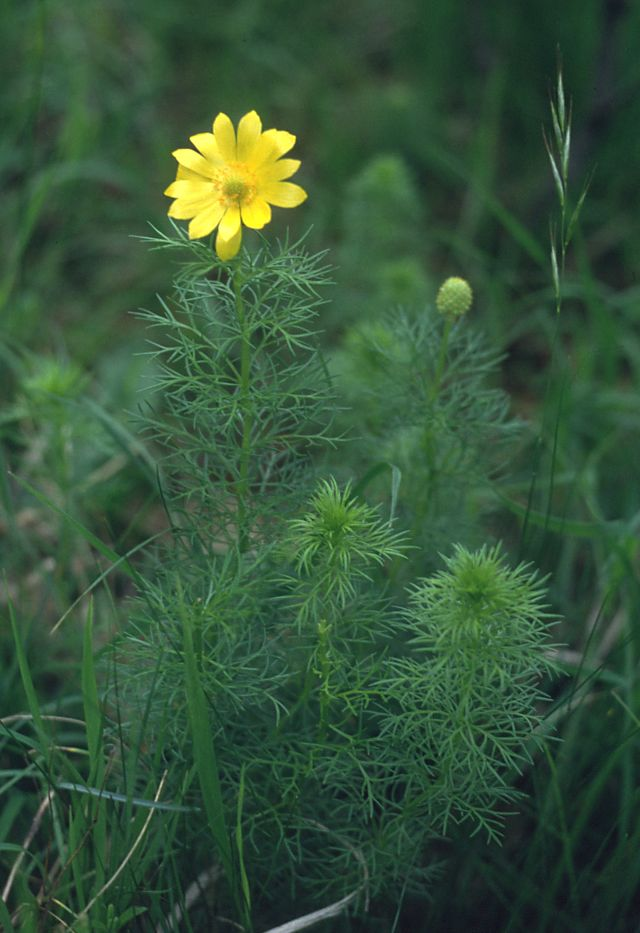
Adonis vernalis

## Usi
La droga è tutta la parte aerea della pianta, in genere non si utilizza la radice.